# ديفيد مولينا
ديفيد مولينا (بالإسبانية: David Alejandro Molina)‏ (14 مارس 1988 في هندوراس - ) هو مدرب كرة قدم ولاعب كرة قدم هندوراسي في مركز الدفاع، شارك في الألعاب الأولمبية الصيفية 2008. وشارك مع منتخب هندوراس تحت 17 سنة لكرة القدم ومنتخب هندوراس تحت 20 سنة لكرة القدم ومنتخب هندوراس تحت 23 سنة لكرة القدم ومنتخب هندوراس لكرة القدم. أما مع النوادي، فقد لعب مع نادي موتاجوا ‏.

## مسيرته الكروية
لعب ديفيد مولينا خلال مسيرته الاحترافية مع نادِ واحدٍ في سبعة مواسم وسجل خلالها 4 أهداف ضمن 99 مباراة. ولم يفز بأي موسم بالكأس وفاز في موسم واحد بالدوري.
خاض ديفيد مولينا مسيرته مع نادي موتاجوا ‏ في موسم 2007–08 ليلعب معه سبعة مواسم، مشاركًا في 99 مباراة سجل خلالها 4 أهداف.

## وصلات خارجية
- ديفيد مولينا على موقع الاتحاد الدولي (مؤرشف)  (الإنجليزية)
- ديفيد مولينا على موقع قاعدة بيانات كرة القدم.إي يو (الإنجليزية)
- ديفيد مولينا على موقع ناشيونال فوتبول تيمز (الإنجليزية)
- ديفيد مولينا على موقع أوليمبيديا (الإنجليزية)